# Пеулештій-Ной
Пеулештій-Ной (рум. Păuleștii Noi) — село у повіті Прахова в Румунії. Входить до складу комуни Пеулешть.
Село розташоване на відстані 62 км на північ від Бухареста, 6 км на північний захід від Плоєшті, 79 км на південь від Брашова.

## Населення
За даними перепису населення 2002 року у селі проживали 350 осіб, з них 349 осіб (99,7%) румунів. Рідною мовою 349 осіб (99,7%) назвали румунську.